# Saint-Pierre-de-Nogaret
Saint-Pierre-de-Nogaret (okcitán nyelven Sant Pèire de Nogaret) község Franciaország déli részén, Lozère megyében. 2010-ben 164 lakosa volt.

## Fekvése
Saint-Pierre-de-Nogaret az Aubrac-hegység déli peremén fekszik, a Doulou-patak völgye felett, 800 méteres (a községterület 509-1251 méteres) tengerszint feletti magasságban, Saint-Germain-du-Teiltől 7 km-re nyugatra, Lozère és Aveyron megyék határán.
Nyugatról Saint-Laurent-d’Olt és Trélans, keletről Les Hermaux és Saint-Germain-du-Teil, délkeletről Banassac, délről pedig Canilhac községekkel határos.
A falut a D56-os megyei út köti össze a Lot völgyében haladó úttal és vasúttal (5,5 km), valamint Trélans-al (5 km). Saint-Germain-du-Teil-lel a D152-es út teremt összeköttetést.
A községhez tartozik Le Besset, La Bessière és Nogardel.

## Története
A település a történelmi Gévaudan és Rouergue tartományok határán fekszik. A középkorban vára is volt, mely a Canilhaci bárók és a Grèzes-i vikomtok birtoka volt. 1716-ban a Canilhaci báróság a Saint-Laurent-d’Olti Nogaret-család birtokába került, innen a község utóneve. 1820-ban a község 584 lakosa Saint-Pierre falun kívül 8 kisebb településen élt:
- Saint-Pierre : 231
- l'Ayrolle : 46
- le Bautès : 10
- Bosse : 10
- les Calmettes : 40
- la Forêt : 50
- Nogardel : 110
- Nogaret : 78
- Pont des Moulins : 9

### Demográfia
| Év   | Lakosság |
| ---- | -------- |
| 1793 | 786      |
| 1851 | 839      |
| 1876 | 696      |
| 1901 | 583      |
| 1936 | 404      |

| Év   | Lakosság |
| ---- | -------- |
| 1946 | 344      |
| 1954 | 299      |
| 1962 | 263      |
| 1968 | 247      |

| Év   | Lakosság |
| ---- | -------- |
| 1975 | 211      |
| 1982 | 186      |
| 1990 | 188      |
| 1999 | 158      |
| 2010 | 164      |

## Nevezetességei
- Temploma a 12-13. században épült román stílusban. 1772 körül összeomlott, majd újjáépítették.
- Nogaret-kápolna búcsújáróhely, 1875-ben épült egy 14. századi kápolna helyén.
- Besset-kápolna

## Kapcsolódó szócikk
- Lozère megye községei